# Diego Vargas Gaete
Diego Vargas Gaete (Temuco, Región de la Araucanía, Chile, 1975) es un escritor chileno, ganador del premio del Círculo de Críticos de Arte de Chile 2016, por su novela “La Extinción de los coleópteros”.

## Biografía
Fue Becario de la Fundación Pablo Neruda y de la escuela de Escritores del Centro Cultural Ricardo Rojas (Universidad de Buenos Aires). Es autor de las novelas “El increíble señor Galgo” y “La Extinción de los coleópteros”. Se ha dedicado a la enseñanza de escritura creativa en establecimientos de educación pública como una herramienta para democratizar el acceso a la literatura y potenciar así el desarrollo de la creatividad y las habilidades lectoras. El 2015 fue seleccionado por el CNCA para representar a Chile en la feria del libro de Buenos Aires, el 2016 participó en el festival literario Belles Latinas en Lyon y el 2017 fue invitado a la FIL de Guadalajara.

## Obras
Vargas Gaete ha señalado que considera el género de la novela como una gran muñeca rusa en cuyo estómago se alojan muchas historias que van apareciendo a medida que uno se interna en el universo que el texto plantea. Cada historia, según él, debe poseer autonomía —que justifica su existencia— pero cobrará mayor sentido al relacionarse y dar movimiento a la muñeca mayor. La literatura que le interesa es la que corre riesgos, la que desconoce las fronteras que dividen géneros, la que se ríe de la supuesta linealidad de la vida y el tiempo. Le gusta saltar del policial al fantástico y a ratos coquetear con la ciencia ficción o derechamente con el humor. Siempre teniendo como norte el saber que todos esos cruces están al servicio de contar un gran relato que al final es completado por cada lector.
Se ha dicho de sus obras:
“Las ganas de explorar en la búsqueda de un estilo y de una estética son intensas en esta escritura, que por lejos se ubica en un sitio destacado dentro de las últimas narrativas”. Patricia Espinosa, LUN, Chile. (La extinción de los coleópteros).
	“El increíble señor Galgo es una novela delirante y que se lee a toda carrera. Y si bien el propio Galgo se queja de que “la imaginación es el refugio de los cobardes”, en esta novela la imaginación es un gozo.” María José Navia, Ticket de Cambio.
	“En esa aparente paradoja se advierte el talento de un escritor que escapa a los contornos de su generación. Vargas deja completamente a un lado la biografía como material de su escritura y aborda, siempre a través de una suerte de caleidoscopio, dos historias familiares.”  Rodrigo Pinto, Revista El Sábado, El Mercurio. (La extinción de los coleópteros).
Novelas
- El bosque sumergido Emecé, Chile, 2019.[7]

- El increíble señor Galgo

Editorial furtiva, Chile, 2014. 
Editorial Marciana, edición aumentada, Argentina, 2016.
- La Extinción de los coleópteros

Momofuku Libros, Argentina, 2014.
Traducida al polaco (Magdalena Antoz) y publicada en Czytelnik, 2017
Traducida al francés (Julia Cultien) y publicada en L atelier du Tilde, Francia, 2015. 
Emecé, edición aumentada, Chile, 2016.

## Distinciones
2017 Finalista Premio Municipal de Santiago, novela, "La extinción de los coleópteros"
2016 Premio del Círculo de Críticos de Arte de Chile, categoría narrativa, a su novela “La extinción de los coleópteros”.
2016 Mejor obra extranjera publicada en Argentina, novela, Los libros Elegidos, a su novela “El increíble señor Galgo”.
2011 Mención Honrosa Concurso Literario Pedro de Oña, Novela.
2010 Finalista II premio Internacional de Periodismo Ciudadano, Bottup, España.
2010 Mención Especial Concurso Bicentenario de Chile, cuento, Comisión Bicentenario.
1999 Mención Honrosa Juegos Literarios Gabriela Mistral, cuento.

## Enseñanza escritura creativa
El autor ha planteado que si se busca construir más y mejores lectores se debe potenciar la escritura creativa. Entregar herramientas que permitan comprender la mecánica que existe detrás de un texto, que hagan del acto de escritura algo ameno, comprensible, cercano, posible de replicar en la vida diaria por cualquiera. Para él todas las personas son portadoras de incontables relatos que deben registrarse a fin de conservar la memoria invisible que duerme en las historias de una familia, en un club social o en un barrio.
Libro objeto “Niños de sal y lluvia”, relatos escritos por alumnos de la escuela Dorila Águila Aguilar, Maullín, Chile, 2013.
Libro objeto “Mis historias en un hilo”, relatos escritos por alumnos de octavo básico del Liceo Dr. Luis Vargas Salcedo, Cerrillos, Santiago de Chile, 2016.
Libro objeto “La Ruta de las Mariposas”, relatos escritos por adultos mayores de Recoleta, 2014.
Antología “Estrellas sin límites”, relatos creados por adultos mayores de San Bernardo, 2013.
Libro objeto "Invasión de cuentos/ Las historias del séptimo", alumnos séptimo básico del Liceo Vargas Salcedo, Cerrillos, y de la Escuela Gustavo Le Paige, Renca, 2017.